# Seznam olympijských medailistů ve vodním slalomu
Toto je seznam olympijských medailistů v vodním slalomu na letních olympijských hrách.

## C1 slalom
| Rok       | Zlato                                                 | Stříbro                                 | Bronz                                       |
| LOH 1972  | Reinhard Eiben · Německá demokratická republika (GDR) | Reinhold Kauder · Západní Německo (FRG) | James McEwan · Spojené státy americké (USA) |
| 1976–1988 | disciplína nebyla na programu LOH                     | disciplína nebyla na programu LOH       | disciplína nebyla na programu LOH           |
| LOH 1992  | Lukáš Pollert · Československo (TCH)                  | Gareth Marriott · Velká Británie (GBR)  | Jacky Avril · Francie (FRA)                 |
| LOH 1996  | Michal Martikán · Slovensko (SVK)                     | Lukáš Pollert · Česko (CZE)             | Patrice Estanguet · Francie (FRA)           |
| LOH 2000  | Tony Estanguet · Francie (FRA)                        | Michal Martikán · Slovensko (SVK)       | Juraj Minčík · Slovensko (SVK)              |
| LOH 2004  | Tony Estanguet · Francie (FRA)                        | Michal Martikán · Slovensko (SVK)       | Stefan Pfannmöller · Německo (GER)          |
| LOH 2008  | Michal Martikán · Slovensko (SVK)                     | David Florence · Velká Británie (GBR)   | Robin Bell · Austrálie (AUS)                |
| LOH 2012  | Tony Estanguet · Francie (FRA)                        | Sideris Tasiadis · Německo (GER)        | Michal Martikán · Slovensko (SVK)           |
| LOH 2016  | Denis Gargaud Chanut · Francie (FRA)                  | Matej Beňuš · Slovensko (SVK)           | Takuja Haneda · Japonsko (JPN)              |
| LOH 2020  | Benjamin Savšek · Slovinsko (SLO)                     | Lukáš Rohan · Česko (CZE)               | Sideris Tasiadis · Německo (GER)            |
| LOH 2024  | Nicolas Gestin · Francie (FRA)                        | Adam Burgess · Velká Británie (GBR)     | Matej Beňuš · Slovensko (SVK)               |

## K1 slalom
| Rok       | Zlato                                                | Stříbro                               | Bronz                                                |
| LOH 1972  | Siegbert Horn · Německá demokratická republika (GDR) | Norbert Sattler · Rakousko (AUT)      | Harald Gimpel · Německá demokratická republika (GDR) |
| 1976–1988 | disciplína nebyla na programu LOH                    | disciplína nebyla na programu LOH     | disciplína nebyla na programu LOH                    |
| LOH 1992  | Pierpaolo Ferrazzi · Itálie (ITA)                    | Sylvain Curinier · Francie (FRA)      | Jochen Lettmann · Německo (GER)                      |
| LOH 1996  | Oliver Fix · Německo (GER)                           | Andraž Vehovar · Slovinsko (SLO)      | Thomas Becker · Německo (GER)                        |
| LOH 2000  | Thomas Schmidt · Německo (GER)                       | Paul Ratcliffe · Velká Británie (GBR) | Pierpaolo Ferrazzi · Itálie (ITA)                    |
| LOH 2004  | Benoît Peschier · Francie (FRA)                      | Campbell Walsh · Velká Británie (GBR) | Fabien Lefèvre · Francie (FRA)                       |
| LOH 2008  | Alexander Grimm · Německo (GER)                      | Fabien Lefèvre · Francie (FRA)        | Benjamin Boukpeti · Togo (TOG)                       |
| LOH 2012  | Daniele Molmenti · Itálie (ITA)                      | Vavřinec Hradilek · Česko (CZE)       | Hannes Aigner · Německo (GER)                        |
| LOH 2016  | Joe Clarke · Velká Británie (GBR)                    | Peter Kauzer · Slovinsko (SLO)        | Jiří Prskavec · Česko (CZE)                          |
| LOH 2020  | Jiří Prskavec · Česko (CZE)                          | Jakub Grigar · Slovensko (SVK)        | Hannes Aigner · Německo (GER)                        |
| LOH 2024  | Giovanni De Gennaro · Itálie (ITA)                   | Titouan Castryck · Francie (FRA)      | Pau Echaniz · Španělsko (ESP)                        |

## Zrušené disciplíny

### C2 slalom
| Rok       | Zlato                                                                     | Stříbro                                                      | Bronz                                                     |
| LOH 1972  | Německá demokratická republika (GDR) · Walter Hofmann · Rolf-Dieter Amend | Západní Německo (FRG) · Hans-Otto Schumacher · Wilhelm Baues | Francie (FRA) · Jean-Louis Olry · Jean-Claude Olry        |
| 1976–1988 | disciplína nebyla na programu LOH                                         | disciplína nebyla na programu LOH                            | disciplína nebyla na programu LOH                         |
| LOH 1992  | Spojené státy americké (USA) · Joe Jacobi · Scott Strausbaugh             | Československo (TCH) · Miroslav Šimek · Jiří Rohan           | Francie (FRA) · Frank Adisson · Wilfrid Forgues           |
| LOH 1996  | Francie (FRA) · Frank Adisson · Wilfrid Forgues                           | Česko (CZE) · Miroslav Šimek · Jiří Rohan                    | Německo (GER) · André Ehrenberg · Michael Senft           |
| LOH 2000  | Slovensko (SVK) · Pavol Hochschorner · Peter Hochschorner                 | Polsko (POL) · Krzysztof Kołomański · Michał Staniszewski    | Česko (CZE) · Marek Jiras · Tomáš Máder                   |
| LOH 2004  | Slovensko (SVK) · Pavol Hochschorner · Peter Hochschorner                 | Německo (GER) · Marcus Becker · Stefan Henze                 | Česko (CZE) · Jaroslav Volf · Ondřej Štěpánek             |
| LOH 2008  | Slovensko (SVK) · Pavol Hochschorner · Peter Hochschorner                 | Česko (CZE) · Jaroslav Volf · Ondřej Štěpánek                | Rusko (RUS) · Michail Kuzněcov · Dmitrij Larionov         |
| LOH 2012  | Velká Británie (GBR) · Timothy Baillie · Etienne Stott                    | Velká Británie (GBR) · David Florence · Richard Hounslow     | Slovensko (SVK) · Pavol Hochschorner · Peter Hochschorner |
| LOH 2016  | Slovensko (SVK) · Ladislav Škantár · Peter Škantár                        | Velká Británie (GBR) · David Florence · Richard Hounslow     | Francie (FRA) · Gauthier Klauss · Matthieu Péché          |